# Franz Dahlem
Franz Dahlem, né le 14 janvier 1892 à Rohrbach-lès-Bitche et mort le 17 décembre 1981 à Berlin, est un homme politique et résistant allemand, survivant de la déportation à Mauthausen.
Il exerce plusieurs mandats de député entre 1921 et 1976 et assume d'importantes responsabilités au sein du Parti communiste d'Allemagne puis du Parti socialiste unifié d'Allemagne. Tombé en disgrâce en 1953 puis réhabilité en 1956, il est vice-ministre de l'enseignement supérieur et technique en République démocratique allemande de 1967 à 1974.

## Biographie
Fils de Pierre Dahlem, aiguilleur, et de Marie Wagner, Franz Dahlem naît le 14 janvier 1892 à Rohrbach-lès-Bitche, dans le territoire d'Empire d'Alsace-Lorraine. De 1911 à 1913, il est en apprentissage dans une entreprise commerciale à Sarrebruck.
Il s'engage tôt dans la politique en adhérant à une association de jeunes catholiques en 1906, puis aux Syndicats libres d'orientation socialiste en 1911. Employé commercial à Cologne, il devient membre du Parti social-démocrate d'Allemagne (SPD) en 1913. Pendant la Première Guerre mondiale, il est simple soldat dans l'armée allemande, de 1914 à 1918, et adhère au Parti social-démocrate indépendant d'Allemagne (USPD) en 1917. 
De retour à Cologne fin 1918, il est rédacteur au journal de l'USPD Sozialistische Republik. En 1920, il est élu conseiller municipal. Cette même année, il opte pour la fusion de l'USPD avec le Parti communiste d'Allemagne (KPD). Il devient membre du Comité central et responsable régional du KPD, fonctions qu'il perd l'année suivante pour s'être opposé à l'Action de mars. Il est envoyé à Berlin pour intégrer la rédaction de la correspondance de presse internationale, organe de l'Internationale communiste.
De 1921 à 1924, il siège au Landtag de Prusse et, de 1928 à 1933, il est député au Reichstag.
Au sein du KPD, il dirige la section du comité central chargée de l’organisation à partir de 1925 ; deux ans plus tard, il réintègre le Comité central et devient membre du Bureau politique en 1929.
À l'arrivée des nazis au pouvoir, Dahlem poursuit clandestinement ses activités politiques. En 1937, il est nommé chef de la Commission politique des Brigades internationales en Espagne, puis en 1938, il succède à Walter Ulbricht en tant que secrétaire du Comité central du KPD exilé à Paris. De 1939 à 1942, il est interné au camp du Vernet, avant d'être extradé vers l'Allemagne. Il passe près d'un an dans les cellules de la Gestapo, puis est envoyé au camp de concentration de Mauthausen où il fait partie du Comité international illégal.
De retour à Berlin en 1945, il est cosignataire de la proclamation de fondation du KPD et joue un rôle prépondérant dans la fusion du SPD et du KPD. Il entre dans les instances dirigeantes du parti issu de la fusion, le Parti socialiste unifié d'Allemagne (SED) et jouit d'une grande popularité au sein de ce parti et du KPD occidental. De 1949 à 1953, il est membre de la Chambre du peuple. En 1953, Dahlem est démis de ses fonctions au sein du SED, victime d'une purge politique visant à écarter les communistes qui avaient émigré dans les pays occidentaux pour fuir le nazisme. Réhabilité en 1956, il est à nouveau admis au Comité central du parti en 1957.
Il siège une nouvelle fois à la Chambre du peuple de 1963 à 1976. De 1967 à 1974, il est vice-ministre de l'enseignement supérieur et technique. Il préside l'Association franco-allemande de RDA à partir de 1964 et fait partie du présidium du Comité des combattants de la résistance antifasciste. Il reçoit plusieurs décorations, dont l'Étoile de l'amitié des peuples en 1970 et en 1977.
Franz Dahlem meurt le 17 décembre 1981 à Berlin-Est. Son urne est enterrée dans l'espace appelé Mémorial des socialistes au cimetière central de Berlin-Friedrichsfelde.

## Décorations et distinctions
- 1956 : Médaille Hans-Beimler
- 1962 : Médaille Artur-Becker et ordre de Karl-Marx
- 1964 : Ordre du Mérite patriotique, or
- 1967 : Ordre du Mérite patriotique, fermoir honorifique en or
- 1965 et 1972 : Médaille de membre de la Nationale Volksarmee
- 1970 : Étoile de l'amitié des peuples et 1977 Grande étoile de l'amitié des peuples
- 1971 : Citoyen d'honneur d'Ivry-sur-Seine[6]

## Publications
- Weg und Ziel des antifaschistischen Kampfes, Berlin 1952
- Am Vorabend des Zweiten Weltkrieges. Erinnerungen, Berlin 1977-78
- Jugendjahre. Vom katholischen Arbeiterjungen zum proletarischen Revolutionär, Berlin 1982

### Archives
- Inventaire du fonds d'archives de Franz Dahlem conservé à La contemporaine.